# Marxistische Jugendvereinigung Junge Linke

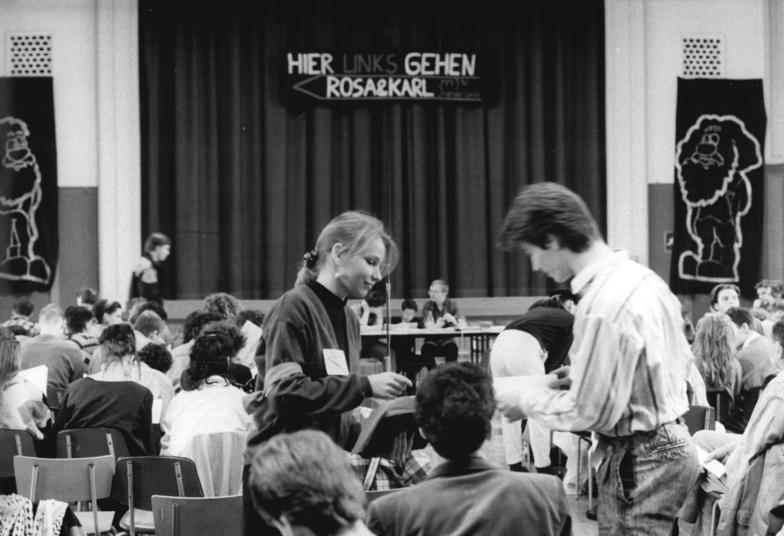
Gründungskongress in Berlin 1990

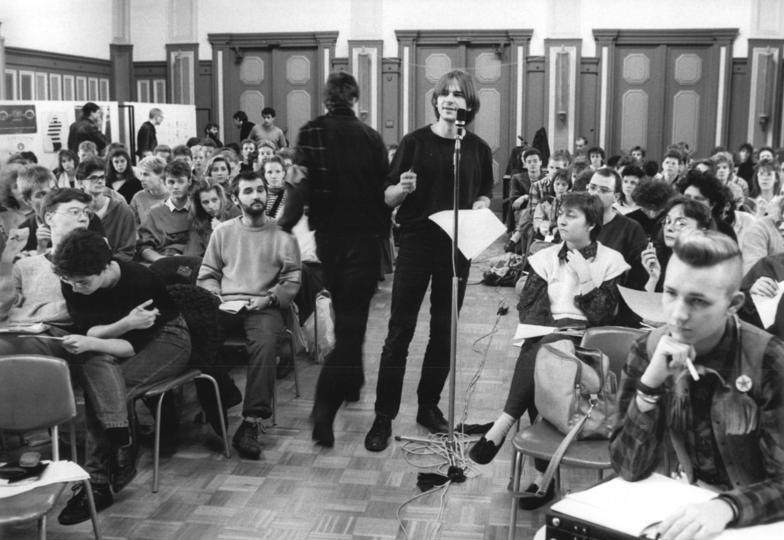
Torsten Klatt erläuterte die Position der Jugendlichen seiner Gruppe von der Karl-Marx-Universität Leipzig

Die Marxistische Jugendvereinigung Junge Linke (MJV Junge Linke) war eine Ende 1989 in der Deutschen Demokratischen Republik entstandene und mit Mitgliederversammlung am 2. und 3. Februar 1990 in der Carl-von-Ossietzky-Oberschule in Berlin-Pankow konstituierte linksorientierte Jugendorganisation.
Sie entstand aus verschiedenen linken regionalen Gruppen und Personen. Durch die Gründung wurden bisher regionale Strukturen miteinander verbunden und auch neue Regionalgruppen gebildet. Bei den Volkskammerwahlen am 18. März 1990 trat die MJV gemeinsam mit anderen Jugendverbänden in Form der Alternativen Jugendliste an, die jedoch ein Mandat knapp verfehlte.
Nach gemeinsamen Aktionen mit anderen linksorientierten Jugendverbänden kam es 1991 zu Kooperationsverhandlungen mit den westdeutschen Jungdemokraten. Der Zusammenschluss wurde 1992 vollzogen. Der gemeinsame neue Verband führte zunächst den Namen Jungdemokraten – Junge Linke (JD/JL), ab 1998 JungdemokratInnen – Junge Linke. In den Anfangsjahren waren die Verbandsgremien Ost/West-paritätisch besetzt. Der Verband ist seit 2013 auf Bundesebene inaktiv. 
Zwischen 1990 und 1994 gehörten mehrere Mitglieder des MJV Junge Linke als Teil der Fraktion Linke Liste/PDS dem Sächsischen Landtag an. Später waren einige ehemalige Mitglieder des MJV Junge Linke über die PDS bzw. Die Linke in verschiedenen Landtagen vertreten, beispielsweise Steffen Zillich und Heike Werner (Sachsen). 